# Динамо (футбольный клуб, Дрезден)
«Динамо» Дрезден (нем. Dynamo Dresden) — немецкий футбольный клуб из города Дрезден, столицы Саксонии. Основан 12 апреля 1953 года под названием Sportgemeinschaft Dynamo Dresden.

## История
В 1950 году самый популярный дрезденский клуб — «Фридрихштадт» проиграл в решающем матче Оберлиги ГДР своему прямому конкуренту за чемпионство — команде «Хорьх» (Цвиккау), оставшись в результате на втором месте в таблице. Фанаты дрезденского клуба посчитали это поражение следствием закулисных интриг, последовали уличные беспорядки и погромы. В результате последовавших разбирательств футбольных властей ГДР клуб был расформирован. Остатки клуба были объединены с командой «Табак» (Дрезден) в апреле 1950 года, часть игроков эмигрировала в ФРГ.
«Sportvereinigung Deutsche Volkspolizei Dresden» была создана после войны в октябре 1948 года как идеологически безопасная замена «Фридрихштадту». В июле 1950 года 17 лучших игроков из 11 других полицейских клубов, большинство из них из клуба «Миктен», были переведены в SV DVP Dresden, чтобы создать конкурентоспособную команду, носившую зелёные и белые цвета Саксонии. Новый клуб вскоре стал пользоваться определённым успехом — открыл новый стадион, выиграл Кубок ГДР по футболу в 1952 году и послал своих первых представителей в национальную сборную.

### Образование «Динамо»
Клуб был официально представлен как «Динамо» (Дрезден) 12 апреля 1953 в кинотеатре Schauburg и изменил свои цвета на бордовый и белый. Команда стала частью спортивного общества «Динамо», одного из нескольких спортивных клубов, построенных по советскому образцу в политических и идеологических целях развития спорта. Каждое из этих обществ было связано или отождествлялось с определённым сектором национальной экономики или правительства: в случае с «Динамо» это были органы государственной безопасности и полиции, в том числе Министерство государственной безопасности ГДР. В том же году «Динамо» впервые стало чемпионом ГДР.

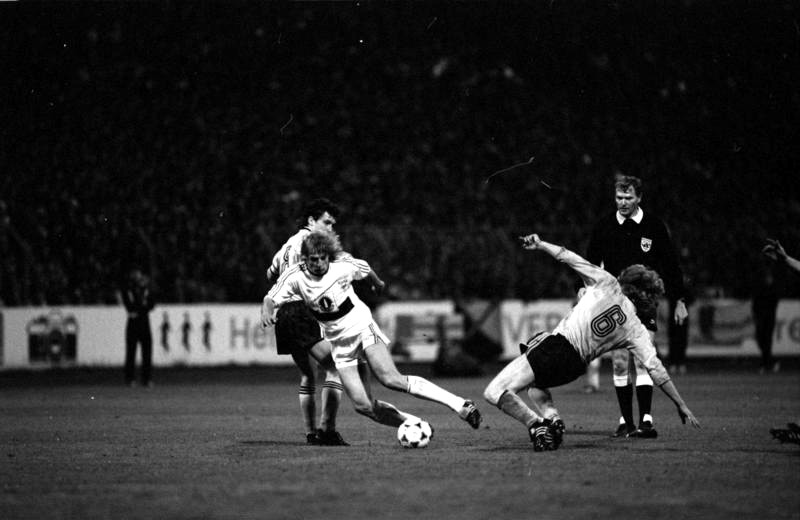
Полуфинал Кубка УЕФА 1988/89 со «Штутгартом»

Эрих Мильке, глава Штази, был расстроен тем, что Дрезден был представлен в высшей национальной лиге несколькими хорошими командами (кроме «Динамо», это ещё «Ротацион»), в то время как в его родном Берлине не было ни одной сильной команды. В конце 1954 года клуб «Динамо» (Дрезден) был переведён в столицу, чтобы стать уже берлинским «Динамо». Остатки команды — резервисты и молодые игроки — оказались во втором дивизионе, откуда сразу вылетели и в третий. Однако в 1958 году клуб возвращается во вторую лигу, а в сезоне 1961/62 возвращается в Оберлигу чемпионата ГДР.

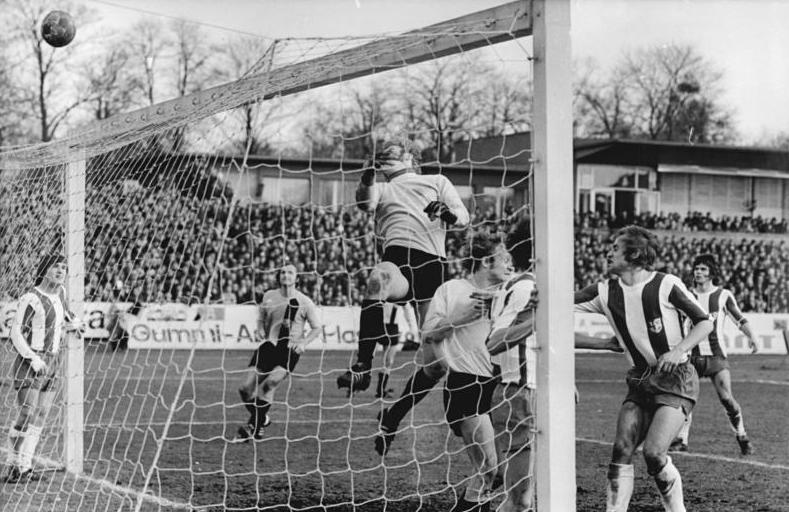
«Динамо» (Дрезден) — ФК Магдебург 2-0 1976 г.

С декабря 1965 по январь 1966 года 11 восточногерманских футбольных команд, включая дрезденское «Динамо», были выведены из состава своих спортивных клубов, и образовали чисто футбольные клубы, куда были переведены самые талантливые игроки с целью подготовки их для национальной сборной. В 1968 году «Динамо» (Дрезден) сменило цвета команды на чёрные и жёлтые, цвета города Дрезден, в которых она и играет до сих пор. В 70-е годы «Динамо» стало одним из лучших клубов ГДР, выиграв пять чемпионатов и два Кубка ГДР за 8 лет — с 1971 по 1978 год — под руководством тренера Вальтера Фрицша. За это время Дрезден стал наиболее популярным клубом страны, регулярно собирая на домашних играх около 25000 зрителей, в то время как большинство клубов не собирали и трети от этого числа.

### Объединённая Германия

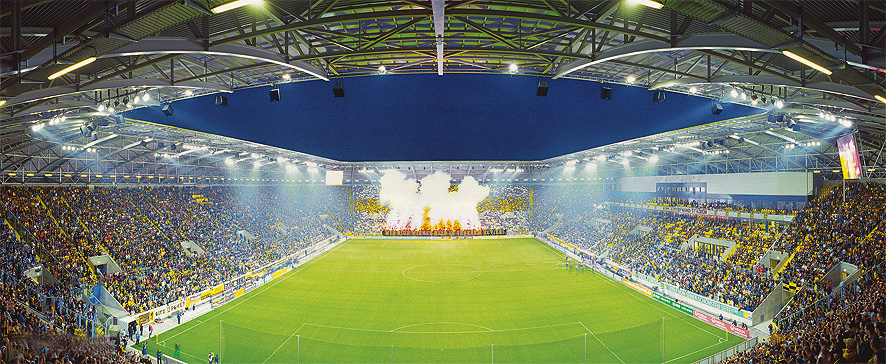
Стадион им. Рудольфа Харбига

После немецкого воссоединения в 1990 году клуб был переименован в 1. FC Dynamo Dresden. После последующего слияния чемпионатов «Динамо» играло в течение четырёх лет в Первой Бундеслиге, всегда оставаясь в нижней половине таблицы. Последнее место в сезоне 1994/95 привело к вылету, в сочетании с финансовыми проблемами, которые привели президента клуба в тюрьму за мошенничество. Клуб был лишён лицензии и понизился до Региональной лиги «Северо-Восток». «Динамо» продолжило падение, вылетев из-за сокращения Регионаллиги в Оберлигу, но смогло подняться до Второй бундеслиги в 2004 году, несмотря на финансовые проблемы. «Динамо» играло там в течение двух сезонов, но вылетело в Регионаллигу в 2006 году. Летом 2007 года клуб снова принял своё старое восточногерманское название SG Dynamo Dresden. В 2008 году «Динамо» получило право играть в только образованной Третьей лиге. В сезоне 2010/11 дрезденцы заняли в ней 3-е место и получили право побороться в переходных матчах за выход во Вторую Бундеслигу с «Оснабрюком». В домашнем матче была зафиксирована ничья — 1:1, а в ответном «Динамо» вырвало в дополнительное время путевку на повышение — 3:1 (1:1 в основное время). В сезоне 2012/13 «Динамо» заняло 16-е место во Второй Бундеслиге, и команде пришлось снова играть переходные игры против «Оснабрюка». В гостевом матче дрезденцы проиграли 0:1, но в домашней встрече сумели победить 2:0 и остаться во втором дивизионе. В сезоне-2013/14 «Динамо» заняло 17-е место во Второй Бундеслиге и вылетела в Третью лигу. Отыграв 2 сезона в Третьей лиге, «Динамо» выиграло её в сезоне-2015/16 и поднялось во Вторую Бундеслигу. По итогам сезона-2021/22 «Динамо» вернулось в Третью лигу после проигрыша в стыковых матчах клубу «Кайзерслаутерн».

## Дерби и ультрас
У «Динамо» есть три дерби, это матчи с клубом «РБ Лейпциг», «Энерги» и матчи против клуба «Локомотив» Лейпциг.
Ультрас-группы «Динамо»: «Ultras Dynamo». Друзьями считаются фанаты клубов: «Цвиккау» («Red Kaos Zwickau»), «Сараево» («Horde Zla»).

## Достижения

### Национальные
- Чемпион ГДР 
  - Победитель (8): 1953, 1971, 1973, 1976, 1977, 1978, 1989, 1990
- Кубок ГДР 
  -  Обладатель (7, рекорд): 1952, 1971, 1977, 1982, 1984, 1985, 1990
- Третья лига Германии 
  - Победитель (2, рекорд): 2015/16, 2020/21